# Mario López Valdez
Pour les articles homonymes, voir Mario López, López et Valdez.
Mario López Valdez, né le 18 janvier 1957 à Cubiri de la Loma, Sinaloa, est un homme politique mexicain. Il est gouverneur de l'État mexicain de Sinaloa du 1er janvier 2011, au 31 décembre 2016.